# Central Premier League
La Central Premier League es un torneo de fútbol con sistema de liga todos contra todos. La competencia está por detrás de la Premiership, en la que participan 10 franquicias de las distintas regiones de Nueva Zelanda, pero es el campeonato de invierno más importante para los clubes de las regiones de Hawke's Bay, Gisborne y Taranaki y Wellington. Su realización es llevada a cabo por la Asociación de Fútbol Central, una de las integrantes de la Asociación de Fútbol de Nueva Zelanda.
Fue fundada en 1992, temporada que ganó el Wanganui East Athletic, desde entonces se disputó todos los años con excepción de un período entre 2000 y 2004 en el que no hubo competencia. Los clubes más ganadores son el Miramar Rangers y el Western Suburbs, con seis títulos cada uno.

## Equipos temporada 2018
| Equipo             | Ciudad           |
| ------------------ | ---------------- |
| Lower Hutt City    | Lower Hutt       |
| Miramar Rangers    | Wellington       |
| Napier City Rovers | Napier           |
| Stop Out           | Lower Hutt       |
| Team Taranaki      | New Plymouth     |
| Wairarapa United   | Palmerston North |
| Waterside Karori   | Wellington       |
| Wellington Olympic | Wellington       |
| Wellington United  | Wellington       |
| Western Suburbs    | Porirua          |

## Palmarés
| - 1992 - Wanganui East Athletic - 1993 - Manawatu - 1994 - Tawa AFC - 1995 - Wainuiomata - 1996 - Western Suburbs - 1997 - Miramar Rangers - 1998 - Western Suburbs - 1999 - Island Bay United - 2000–2004 - No se disputó - 2005 - Western Suburbs - 2006 - Miramar Rangers - 2007 - Western Suburbs | - 2008 - Miramar Rangers - 2009 - Western Suburbs - 2010 - Wellington Olympic - 2011 - Miramar Rangers - 2012 - Napier City Rovers - 2013 - Miramar Rangers - 2014 - Miramar Rangers - 2015 - Napier City Rovers - 2016 - Wellington Olympic - 2017 - Western Suburbs - 2018 - Napier City Rovers - 2019 - Western Suburbs |

## Títulos por equipo
| Equipo                 | Títulos | Años campeón                             |
| ---------------------- | ------- | ---------------------------------------- |
| Western Suburbs FC     | 7       | 1996, 1998, 2005, 2007, 2009, 2017, 2019 |
| Miramar Rangers        | 6       | 1997, 2006, 2008, 2011, 2013, 2014,      |
| Napier City Rovers     | 3       | 2012, 2015, 2019                         |
| Wellington Olympic     | 2       | 2010, 2016                               |
| Wanganui East Athletic | 1       | 1992                                     |
| Red Sox Manawatu       | 1       | 1993                                     |
| Tawa                   | 1       | 1994                                     |
| Wainuiomata            | 1       | 1995                                     |
| Island Bay United      | 1       | 1999                                     |